# رسالة ابی غالب الزراری، الی ابن ابنه فی ذکر آل اعین و ملحقاتها
رسالة ابی غالب الزراری، الی ابن ابنه فی ذکر آل اعین و ملحقاتها کتابی از عبدالله الغضائری و الحسینی است که در سال ۱۳۶۹ منتشر و در مراسم کتاب سال جمهوری اسلامی ایران به‌عنوان کتاب برگزیده معرفی شد.